# José Luis Arrese
José Luis de Arrese Magra (Bilbao, 1905 - Corella, 1986) est un homme politique, architecte et essayiste espagnol.
Issu d’un milieu ultra-catholique et carliste, il s’affilia de bonne heure à la Phalange et figura comme l’un des théoriciens du phalangisme social. Pendant la Guerre civile, s’étant insurgé contre l’institution du parti unique FET y de las JONS (renommé plus tard Mouvement national) destiné à intégrer en son sein, sous la houlette de Franco, phalangistes et carlistes, il fut incarcéré et échappa de justesse à la peine capitale. Venu à résipiscence, il fut récompensé de sa docilité nouvelle fin 1939 par un poste de gouverneur civil à Malaga, où il se montra un gestionnaire efficace. Nonobstant une nouvelle brouille avec les autorités franquistes, il fut nommé en 1941 ministre-secrétaire général du Mouvement, auquel titre il procéda à une vaste purge et s’employa à évincer progressivement du pouvoir Serrano Suñer, qui faisait de l’ombre au Caudillo, et à domestiquer plus avant la Phalange pour en faire une simple plateforme de recrutement et d’appui bureaucratique au régime.
Ayant été l’un des plus zélés avocats de l’entrée en guerre de l’Espagne aux côtés de l’Allemagne nazie pendant la guerre mondiale, il connut une période d’ostracisme après la défaite de l’Axe tandis que le régime, désavouant son passé fasciste, s’appliquait à redorer son blason en cultivant les références catholiques et monarchistes. Chargé en 1956 d’imaginer une armature institutionnelle du régime, le projet conçu par lui, qui faisait la part belle à la Phalange, déclencha une telle bouffée de protestations de la part des autres secteurs du franquisme qu’il dut être abandonné. Remplacé alors à la direction du Mouvement, il fut relégué au poste de ministre du Logement, où son plan de construction de logements sociaux se heurta à l’opposition des technocrates libéraux, lesquels avaient désormais la haute main sur la politique gouvernementale ; Arrese préféra alors remettre sa démission, au bout de trois années d’exercice. Il continua de siéger aux Cortes franquistes jusqu’à l’extinction du régime franquiste en 1977.
Architecte de formation, Arrese était membre de diverses académies des beaux-arts et cofonda avec son épouse la fondation qui porte son nom, vouée à la préservation du patrimoine architectural.

## Biographie

### Formation et jeunes années
Né à Bilbao le 14 avril 1905, au sein d’une famille distinguée, ultra-catholique et d’allégeance carliste,, il suivit une formation d’architecte à l’École technique supérieure d'architecture de Madrid. Pendant ses années d’étudiant, il remplit l’office de vice-président de l'Asociación Católica de Propagandistas et de président de l’Association de l’architecture.
Ses études achevées, il devint architecte de profession et contracta mariage avec María Teresa Sáenz de Heredia, cousine germaine de José Antonio Primo de Rivera,. Arrese, qui nourrissait depuis sa jeunesse de profondes convictions catholiques, cofonda la Fédération espagnole des travailleurs et la Fédération patronale catholique. Il adhéra plus tard à la Phalange espagnole, parti d’extrême droite de faible envergure, mais fort actif et violent, fondé en 1933 par José Antonio Primo de Rivera. Bien qu’Arrese ait affirmé par la suite être une « vieille chemise » — c’est-à-dire un phalangiste affilié dès avant la Guerre civile —, il apparaît pourtant qu’il n’adhéra à la Phalange qu’en février 1936, peu avant le déclenchement de ce conflit armé,.
Quand la Guerre civile éclata en juillet 1936, Arrese se trouvait à Madrid, mais réussit à se réfugier dans l’ambassade de Norvège, puis à rejoindre la zone insurgée,. Au printemps 1937, il s’impliqua dans les dénommés événements de Salamanque, ralliant la faction de la Phalange emmenée par Manuel Hedilla et hostile au décret d’unification prévoyant la fusion des partis phalangiste et carliste. Après l’échec des hédillistes, il fut interpellé par les autorités et écroué. Sur le point d’être fusillé, il échappa pourtant à la peine de mort — commuée en peine d’incarcération — grâce à l’intervention de Ramón Serrano Súñer, beau-frère du généralissime Franco (certains auteurs tenant toutefois que ce fut son épouse María Teresa qui entreprit des démarches auprès de Serrano Suñer). Après un certain temps passé en prison, il désavoua sa rébellion de naguère et se montra désormais nettement plus docile face au nouveau régime, ce qui lui valut notamment d’être nommé gouverneur civil de Malaga à la mi-décembre 1939.

### Gouverneur civil de Malaga

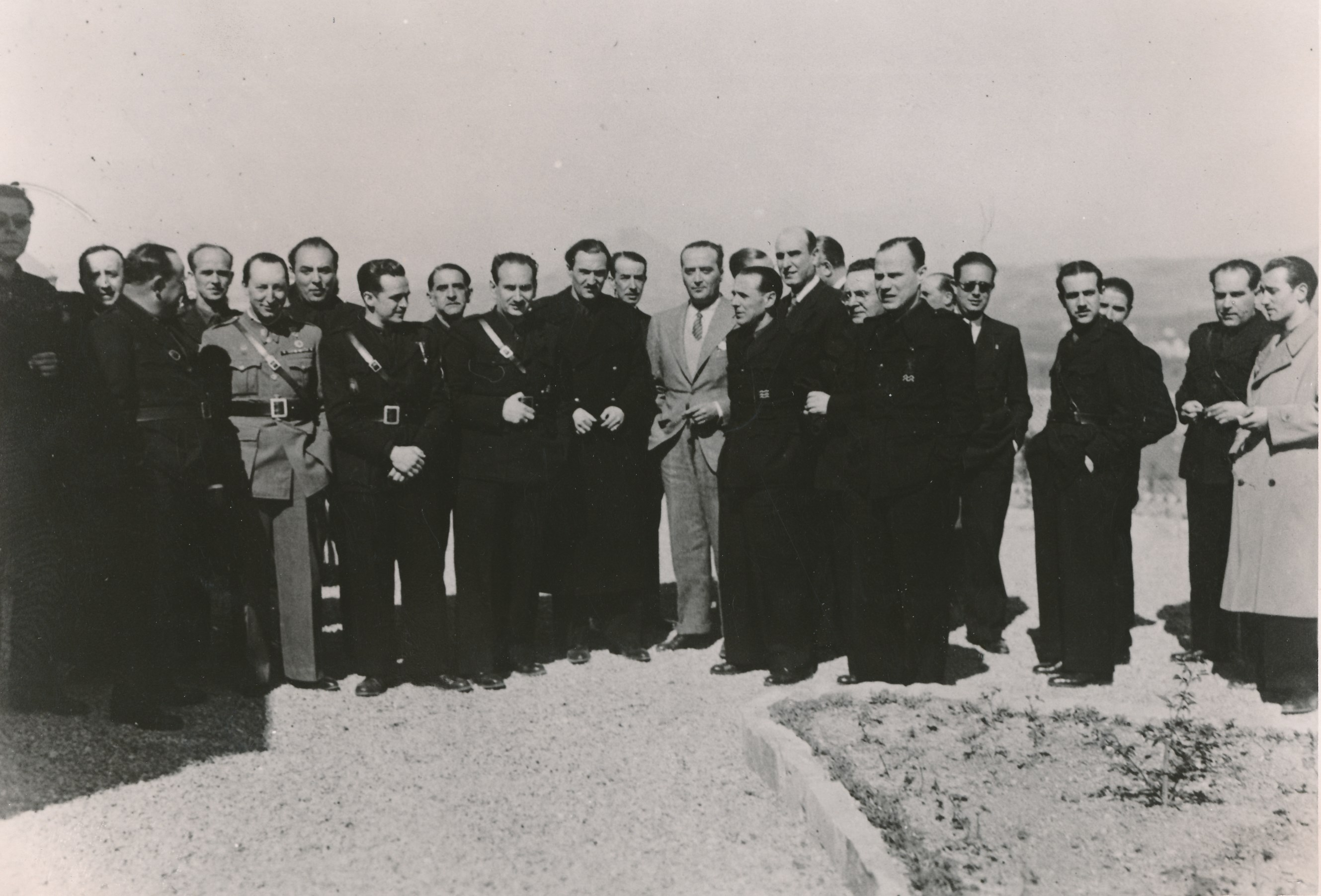
Arrese lors de l’inauguration de l’auberge d’Antequera (1940).

Arrese, nouveau gouverneur civil de la province de Malaga, trouva à son arrivée une province appauvrie et gravement frappée par la pénurie alimentaire. En peu de temps, il réussit à juguler le marché noir et organisa, le jour de Noël de la même année, une distribution de jouets et de cadeaux pour les enfants du chef-lieu de province. En janvier 1940, il parvint à résoudre la pénurie de vivres en faisant acheminer du Maroc espagnol plusieurs milliers de tonnes de nourriture par deux navires de transport. Dans le domaine urbanistique, il fit élargir la plage, tant en gagnant du terrain sur la mer qu'en déplaçant vers l’intérieur la limite de la plage, mesure qui se révélera opportune à l’heure du tourisme de masse. Cette même année encore, Arrese établit un nouveau plan d’urbanisme pour la ville de Malaga, lequel cependant ne sera pas mis en œuvre.

### À la tête du parti unique
En riposte à la nomination de Galarza comme ministre de l’Intérieur, Arrese, de concert avec huit autres dirigeants provinciaux du parti unique FET y de las JONS (dit aussi le Mouvement national), présenta sa démission, mais accepta peu après d’être désigné, une fois apaisée la dénommée crise de mai 1941, ministre-secrétaire général du Mouvement,, ; ce poste, qui avait alors rang de ministre, se trouvait vacant depuis mars 1940, par suite de la démission d’Agustín Muñoz Grandes. En effet, si Franco avait tout d’abord mandé Arrese à Madrid, en raison de soupçons de conspiration, Arrese réussit à convaincre le Caudillo qu’il ne trempait dans aucun complot contre sa personne. Franco retira des explications fournies par Arrese une satisfaction telle que non seulement il s’abstint de le destituer, mais encore qu’il le nomma à la direction de la Phalange-Mouvement. Certains auteurs indiquent que la proposition de placer Arrese à la tête du parti unique était venue de la cheffe de la Section féminine (SF), Pilar Primo de Rivera. Franco, qui à cette époque cherchait à mieux maîtriser la mouvance fasciste, mais sans pour autant se débarrasser de l’atout phalangiste, nomma à des postes importants trois figures de la Phalange, toutes loyales à Franco et non susceptibles de provoquer des dissensions avec lui. Au surplus, en nommant l’obéissant Arrese secrétaire général de la FET, Franco mettait sur pied une polarité rivale à celle de Serrano Suñer, qui dut céder une partie de ses attributions à Arrese,,. Du reste, dans un premier temps, Serrano Suñer ne percevait pas dans le nouveau secrétaire général une menace pour ses amples pouvoirs et se faisait fort de continuer d’être en mesure de dominer le parti comme il l’avait fait quand Fernández-Cuesta et Muñoz Grandes en étaient secrétaire général.

#### Purges de novembre 1941
Arrese entreprit à partir de novembre 1941 une purge au sein du parti, dans le but d’en expulser les éléments les plus « incontrôlés » ou les plus à « gauche » qui s’étaient affiliés à la Phalange durant la Guerre civile. Dans les quatre années suivantes, quelque 4 000 militants furent ainsi exclus du parti. La répression s’étendit à d’autres organes, comme les syndicats verticaux, et frappa en particulier le délégué national des Syndicats, Gerardo Salvador Merino, dont les partisans insubordonnés furent de même expulsés du parti dès l’été 1941. Merino en effet, dirigeant le plus radical de la Phalange, issu de la gauche, avait su, par ses vibrants discours révolutionnaires, attirer dans la Phalange nombre d’ouvriers et de personnes anciennement de gauche ; en s’inspirant des syndicats nazis et de méthodes qui ne pouvaient qu’inquiéter l’Église et les catholiques, Merino s’était mis à développer son action à la faveur de la promulgation de la loi d’unification syndicale et contribua à accroître le nombre d’affiliés de la FET à près d’un million. Après cette purge, la seule dans toute l'histoire du parti, à laquelle Arrese avait procédé en éliminant de ses rangs la crypto-gauche, les anciens francs-maçons et d’autres militants indésirables, le rôle du parti ne cessera par la suite de s’amenuiser : Arrese, prenant ses distances à l’égard de Serrano Suñer, mit Franco en mesure de convertir chaque jour davantage la Phalange en une simple bureaucratie, en plate-forme d’appui populaire et en appareil d’organisation de manifestations de masse en soutien à Franco, tout en estompant ses velléités révolutionnaires. Arrese, à qui cette épuration permit de consolider sa domination sur le parti, se vit en outre confier le soin de la propagande et de la presse du régime — jusque-là sous la tutelle du ministère de l’Intérieur —, qui allaient figurer désormais parmi les attributions du vice-secrétariat de l’Éducation populaire, et donc tomber également sous la houlette d’Arrese. La censure et la cinématographie passèrent elles aussi sous l’autorité de cet organisme.
En juillet 1942, le lent processus de mise en place de l’armature institutionnelle du régime franquiste franchit une nouvelle étape avec la promulgation des Lois fondamentales et de la loi instituant les Cortes, conçues comme une sorte de parlement corporatiste, grosso modo sur le modèle de la Chambre des Faisceaux et des Corporations mussolinienne. Significativement, la tâche d’en tracer les lignes de force fut confiée non pas à Serrano Suñer, mais au docile Arrese.

#### Incident de Begoña et chute de Serrano Suñer
La lutte pour la domination de la Phalange nécessitait d’affronter Serrano Suñer, qui, quoiqu’ayant certes perdu de son pouvoir à l’intérieur du parti, continuait d’être une figure influente. Selon Stanley G. Payne, Arrese joua un rôle de premier plan dans la chute, au printemps 1942, de Felipe Ximénez de Sandoval, chef du Service extérieur de la Phalange et bras droit de Serrano Suñer au ministère des Affaires extérieures. La version traditionnelle soutient qu’il était derrière le montage d’une fausse accusation d’homosexualité à l'encontre de Ximénez de Sandoval, laquelle aurait entraîné son expulsion du corps diplomatique et du parti unique.

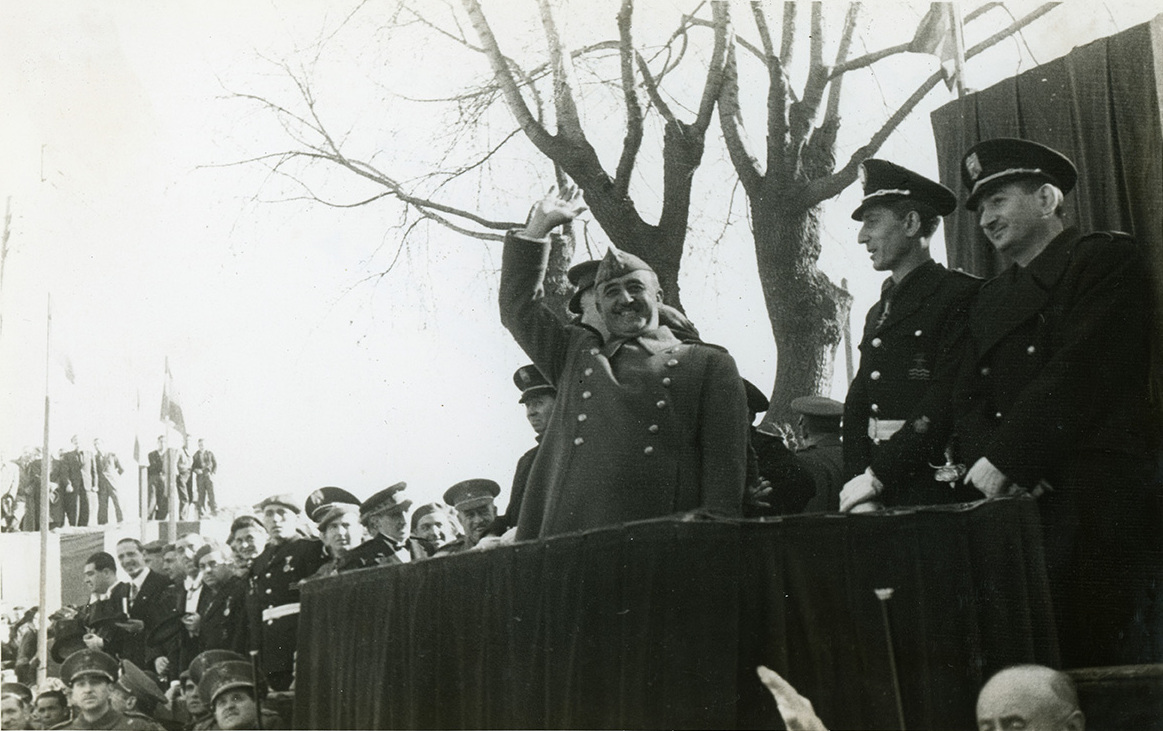
Arrese (à droite) aux côtés de Franco et d’autres autorités en 1942.

En août 1942 éclata l’une des crises politiques les plus graves survenues sous la dictature de Franco, point culminant d’un long affrontement entre l’armée et la Phalange : à l’issue d’une cérémonie de commémoration pour les combattants carlistes morts sur le champ d’honneur qui se tenait à Begoña, faubourg de Bilbao, et à laquelle avaient assisté les ministres Varela et Iturmendi, un groupe de carlistes et de monarchistes qui au sortir de la basilique avait proféré des cris contre Franco et la Phalange fut pris à partie par un groupe de phalangistes, les deux groupes échangeant d’abord leurs slogans, puis des insultes, enfin des coups, jusqu’au moment où des grenades à main furent lancées depuis le groupe des phalangistes. Varela, demeuré indemne, envoya des télégrammes à tous les capitaines généraux des régions et éleva une vigoureuse protestation auprès de Franco,,. Après l’entretien qu’il eut avec Franco le 2 septembre 1942 pour lui demander d’agir contre la Phalange, mais où il était apparu que Franco n’avait pas l’intention d’entreprendre quoi que ce soit, Varela présenta sa démission. Carrero Blanco, qui avait pendant des mois conspiré avec Arrese pour évincer Serrano Suñer, souffla à l'oreille du Caudillo que si les deux démissions annoncées avaient lieu (celles de Varela et de Galarza), et que si Serrano Suñer était maintenu à son poste, les militaires et d’autres anti-phalangistes clameraient que la Phalange avait obtenu une victoire complète. L'incident déboucha donc sur une crise gouvernementale, à l’occasion de laquelle Franco procéda à un remaniement de son gouvernement, limogeant le ministre des Armées Varela et écartant le ministre de l’Intérieur Galarza, et, en contrepartie, congédiant également, afin de tenir la balance égale entre la Phalange et l’armée, le phalangiste Serrano Súñer, pour le remplacer par Gómez-Jordana, le premier en date de ses ministres des Affaires étrangères. De plus, Franco décida d’assumer personnellement la présidence du Comité politique de la Phalange,,.
La chute de Serrano Suñer à l’automne 1942 signifia la victoire définitive d’Arrese dans la lutte pour la domination de la FET y de las JONS, de sorte que dès ce moment Arrese ne rencontra plus d’opposition ni n’eut plus de rivaux dans le parti. En revanche, tant Arrese que les autres dirigeants phalangistes s’étaient avisés que leur sort politique était dorénavant lié à celui du dictateur lui-même et s’abstinrent dès lors de contester le pouvoir du Caudillo, mettant au contraire tous leurs efforts et toute leur énergie à consolider aussi bien ses pouvoirs que ses champs d’autorité, en particulier face à ses rivaux monarchistes et militaires. Aussi la Phalange se retrouva-t-elle totalement soumise à Franco.

### Seconde Guerre mondiale et ostracisme
Pendant la Seconde Guerre mondiale, Arrese se signala comme l’un des principaux zélateurs de l’Allemagne nazie. Il entretenait des contacts réguliers avec Hans Thomsen, chef du Parti nazi en Espagne, et avec Erich Gardemann, conseiller de l’ambassade d’Allemagne à Madrid, les assurant que la chute de Serrano Suñer entraînerait automatiquement une coopération accrue entre l’Espagne franquiste et l’Allemagne. Vers la fin de 1942, Arrese appartenait au groupe de personnalités politiques et militaires qui faisaient pression sur Franco à l’effet que l’Espagne s’engage dans la guerre aux côtés d'Adolf Hitler. Lorsqu’en novembre de cette même année eut lieu le débarquement allié en Afrique du Nord, Arrese fut— avec José Antonio Girón de Velasco et Carlos Asensio — parmi les ministres qui proclamèrent que c’était là le moment pour l’Espagne d’entrer en guerre. Cette position déclencha un vif débat et de fortes dissensions internes au sein du gouvernement franquiste ; quoi qu’il en soit, l’Espagne s’abstiendra finalement de prendre part au conflit.

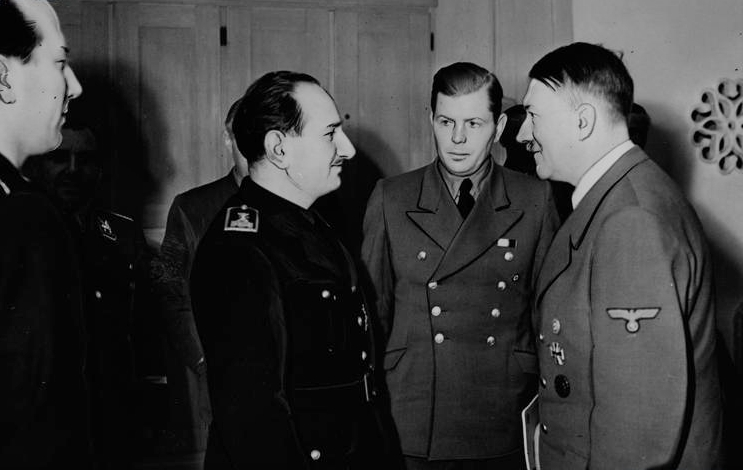
Arrese lors d’une rencontre avec Adolf Hitler le 22 janvier 1943.

En janvier 1943, Arrese effectua une visite,, en Allemagne, où il put s’entretenir personnellement avec Hitler, ce qui provoqua les vives protestations de Gómez-Jordana, celui-ci n’ayant pas été préalablement informé de ce voyage. En partie à la suite de ces protestations, et pour éviter une dégradation des relations avec les puissances alliées, Franco ordonna à Arrese de restreindre ses commentaires sur l’Allemagne nazie ou sur l’issue du conflit, qui ne saurait être selon Arrese qu'à l’avantage de l’Axe ; fait est qu’après son retour d’Allemagne, qui coïncida avec la défaite allemande de Stalingrad, Arrese se montra plus circonspect dans ses marques d’appui au nazisme. La Phalange aussi s’aligna sur la nouvelle stratégie de Franco, et Arrese à présent s’évertuait à expliquer le plus souvent possible que la Phalange n’avait rien à voir avec le fascisme italien et qu’elle était un mouvement « authentiquement espagnol ».
Cette prudence s’accrut encore après la chute de Mussolini et l’effondrement de l’Italie fasciste en juillet 1943. Quelques mois plus tard, en septembre, Arrese prononça un discours où il déclara que « l’Espagne n’était pas une nation totalitaire », ce qui ne manqua de chagriner certains membres de la Phalange, tels que Pilar Primo de Rivera. La dissolution de la Milice nationale de la FET y de las JONS (les chemises bleues) le 27 juillet 1944, sur ordre d’Arrese lui-même, fait figure de symbole de ce renversement de tendance.
Le 18 juillet 1945, une fois consommée la défaite de l’Allemagne nazie, Franco remania son gouvernement, en évinçant ceux de ses membres les plus liés à l’Axe, notamment Lequerica et Asensio Cabanillas,. Dans l’administration, nombre de phalangistes germanophiles furent limogés et s’évanouirent de la scène politique,. Ce qui donne toute sa signification à ce remaniement est la nomination aux Affaires étrangères d’un exposant du monde catholique, en la personne d’Alberto Martín-Artajo, élément clef, bien qu’avant tout d’ordre symbolique, destiné à accentuer l’identité catholique du régime et à ancrer l’appui des catholiques. Le fidèle Arrese dut quitter le gouvernement, laissant derrière lui, comme principal accomplissement, la totale domestication de la Phalange et la réduction de sa cosmétique fasciste,. Après la destitution d’Arrese, Franco ne lui désigna pas de successeur et le poste de secrétaire général resta vacant,. Arrese connut ensuite plusieurs années d’ostracisme politique, où il n’occupa plus aucune charge de quelque importance.

### Retour sur la scène politique (1956)
Arrese reprit la tête du Mouvement national à la suite de la dénommée crise de février 1956, lors de laquelle Franco limogea abruptement le secrétaire général du Mouvement Raimundo Fernández-Cuesta. Dans les années 1950, La Phalange-Mouvement, en dépit de ses airs belliqueux, se faisait sans cesse plus faible, cependant que les monarchistes intensifiaient leur activité, ainsi que les dirigeants catholiques, et que même l’opposition de gauche commençait à montrer des signes de vie. En réaction, Franco s'appliqua à consolider son régime, et le changement le plus important de son nouveau gouvernement fut de remettre Arrese, son phalangiste préféré, au poste de secrétaire général du Mouvement. En outre, un groupe de jeunes dirigeants du Mouvement fut promu à cette occasion, dont Jesús Rubio, Torcuato Fernández-Miranda et Manuel Fraga Iribarne.
Ladite crise, au cours de laquelle les antagonismes présents dans la sphère interne du régime s’étaient fortement exacerbés, avait conduit Arrese à juger que l’institutionnalisation définitive du Mouvement ne pouvait plus désormais être différée, si l’on voulait clarifier le panorama politique espagnol, caractérisé en effet par l’affrontement des diverses tendances politiques regroupées sous l’égide du régime franquiste. Arrese, loyal au Caudillo et soucieux de la stabilité de la dictature, mais tout en restant fidèle aux principes originaux du phalangisme, entreprit de mettre au point un projet propre à soumettre à l’impératif d’unité et de discipline tels et tels éléments de la Phalange ayant ouvertement affiché leur mécontentement à propos de la façon dont la crise de 1956 avait été résolue, mais propre en même temps à ne pas sacrifier outre mesure son programme politique, grâce au renforcement du Mouvement par la conversion de celui-ci en un organisme définitivement institutionnalisé. Aux yeux d’Arrese, les discussions et tensions politiques découlant de la diversité intérieure du régime devaient être encadrées par le Mouvement, lequel aurait à jouer le rôle de centre de décision prépondérant et d’instance émettrice de directives politiques à l’intention de l’État, que le gouvernement aurait ensuite pour tâche de mettre en œuvre. De manière tout à fait claire, Arrese postulait que c’était « [dans le Mouvement], et dans lui seul et non dans un autre, que réside la fonction politique du pouvoir, et argumenter que ce pouvoir ne lui appartient pas, reviendrait à douter de la légitimité elle-même du Régime ». Arrese s’attela donc à clarifier la doctrine de l’État franquiste à partir d’un vigoureux substrat idéologique phalangiste, à définir les pouvoirs du Conseil national du Mouvement, chargé de veiller à la bonne conformité de la législation de l’État aux principes phalangistes, et à distinguer les attributions du chef de l’État d’avec celles du chef de gouvernement, en laissant ouverte la possibilité qu’à l’avenir cette dernière fonction puisse être assignée à une personne distincte de Franco, encore qu’à la seule initiative de celui-ci. Arrese ambitionnait de transformer le Mouvement en une source de pouvoir habilitée à engager un processus de nature constituante et apte à garantir en son sein la continuité du régime, « par delà le caprice et les velléités des hommes ».

#### Projet institutionnel
Arrese vit dans son retour au gouvernement l’occasion, peut-être la dernière, de mener à bien l’ancien projet d’institutionnaliser le franquisme, dans le sens d’un affermissement des pouvoirs du parti unique phalangiste et d’une réduction de l’orientation monarchiste et catholique qui tendait à prévaloir depuis 1945. Sitôt arrivé au Secrétariat général du parti unique, il se mit en devoir d’élaborer un projet de structure institutionnelle où le rôle de la Phalange et de sa direction politique serait considérablement renforcé au sein du régime franquiste. Arrese se proposait d’établir un authentique État national-syndicaliste propre à remédier — ainsi qu’il l’avait déclaré lors d’un rassemblement phalangiste tenu en mars 1956 à Valladolid — à l’insatisfaction des phalangistes due à ce que « beaucoup de nos aspirations révolutionnaires attendent encore de se réaliser » et à ce que « la société qui nous entoure renferme une bonne part d’injuste et de sordide ».
En 1956, Arrese, à qui Franco avait donné carte blanche pour concevoir de nouvelles lois fondamentales, présenta donc un projet constitutionnel qui provoqua un tollé et mit en lumière de profondes contradictions au sein du régime. Dans ce projet, toute l’initiative revenait aux forces actives de la Phalange et au Mouvement national, qu’il définissait comme « l’ensemble des forces militantes qui donne réalité à l’idée politique de la FET y de las JONS, qui représente et actualise de façon permanente la volonté politique des Espagnols ». À l’avenir, le rôle politique central serait, selon ce projet, celui du secrétaire général du Mouvement, dont le titulaire serait désigné par le Conseil national, devant lequel il serait seul responsable, tandis que ce Conseil exercerait en même temps comme tribunal suprême et comme arbitre de toute la législation nationale. Le Mouvement national serait ainsi la colonne vertébrale de l’État et le dépositaire de la souveraineté. Sur recommandation du secrétaire national et du président des Cortes, le futur chef de l’État nommerait le président du gouvernement pour une période de cinq ans, encore qu’il puisse être destitué d’office par le Conseil national. Franco resterait chef à vie du Mouvement, mais le chef d’État suivant n’occuperait plus ce poste,.
Cependant, ledit projet se heurtant bientôt à l’opposition d’importantes fractions de la dictature, la tentative ne tarda pas longtemps à déboucher sur un échec,. Les principaux détracteurs de cette proposition de nouvelles lois fondamentales furent les dirigeants de l’armée et de l’Église. La formule d’Arrese accordait en effet au Mouvement des pouvoirs exorbitants : son Conseil national, composé de conseillers de droit, de personnes désignées par le chef de l’État et de conseillers élus qui devaient tous être affiliés au Mouvement, et dans le cas des élus, de véritables militants, aurait le pouvoir d’élire le secrétaire général du Mouvement, obligatoirement consulté lors de la désignation d’un chef de gouvernement, que le Conseil national pourrait censurer. Il vint également de fortes critiques de la part des monarchistes, des carlistes, et même de quelques membres du gouvernement. À la consternation de López Rodó, Franco réitéra publiquement son appui à Arrese. Mais ce qui porta finalement Franco à renoncer à ce projet fut la réprobation manifestée début 1957 par trois cardinaux espagnols, emmenés par Enrique Plá y Deniel, qui affirmèrent que le projet d’Arrese violait la doctrine pontificale. Les projets proposés, arguaient-ils, ne procédaient pas de la tradition espagnole, mais du totalitarisme étranger, et la forme de gouvernement envisagée était « une véritable dictature de parti unique, comme le furent le fascisme en Italie, le nazisme en Allemagne et le péronisme en Argentine ». Il ne fallait ni retomber dans le libéralisme d’une démocratie inorganique, ni tendre vers une dictature à parti unique, mais promouvoir une action et une véritable représentation organiques,. Artajo de son côté mobilisa plusieurs personnalités de l’Action catholique pour faire échec au projet. Face au déferlement de protestations, et admonesté de la sorte par les autorités ecclésiastiques, qui redoutaient un système autoritaire draconien, Franco, qui du reste commençait alors à accorder la priorité aux problèmes économiques, finit en février 1957 par opposer son veto au projet et par l’archiver sine die. Du projet d’Arrese, une seule composante verra finalement le jour en 1958, sous les espèces du projet de loi sur les Principes du Mouvement national, mais alors intégralement remanié par les soins de Luis Carrero Blanco. L’échec d’Arrese entraîna sa fin comme secrétaire général, et son remplacement à ce poste le 25 février 1957 par José Solís.

#### Ministre du Logement
Le remaniement ministériel du 22 février 1957 marqua la fin de la nomination de figures de la vieille garde phalangiste dans les grands ministères et consacra l’arrivée à des postes importants des dénommés technocrates, pour la plupart liés à l’Opus Dei. Avec le déclassement définitif de la Phalange-Mouvement, Franco mit de côté le soubassement politico-idéologique originel du régime, et au fil du temps, le régime allait pencher de plus en plus vers ce que certains théoriciens appelleront l’« autoritarisme bureaucratique », sans socle politique et idéologique nettement défini, et aussi sans perspectives clairement dessinées. Franco destitua Girón comme ministre du Travail après 16 années dans le cabinet ministériel, et relégua Arrese au ministère du Logement, nouvellement institué, dont il gardera la charge pendant environ trois ans,,. Pourtant, en juin 1957, lors d’une réunion du Conseil national de la FET, Franco confirma le rôle central du Mouvement dans les structures prévues pour sa succession. Son pouvoir reposait en effet sur des milices décidées, et la monarchie, malgré tous ses notables et ses cadres intellectuels, ne pourrait s’imposer contre elles.
Le nouveau département ministériel du Logement se vit attribuer quelques-unes des fonctions naguère assumées par l’Institut national du logement (en abrégé INV, v pour vivienda, logement), par la Direction générale des régions dévastées ou par le Commissariat à l’aménagement urbain de Madrid. Non seulement la hiérarchie catholique, mais aussi l’équipe phalangiste tentaient d’obtenir qu’une partie des gains de la nouvelle prospérité économique profite aux plus défavorisés. Dans le domaine du bâtiment, on avait presque rien réalisé depuis la fin de la Guerre civile : quelque 30 mille logements par an, pour une population qui avait connu une croissance annuelle de 300 mille individus. Arrese imprima un virage complet à la politique de logement menée jusque-là — principalement par les syndicats verticaux, au travers de l’Œuvre syndicale du foyer (Obra Sindical del Hogar, OSH) — et s’appliqua à mettre en place une politique axée sur la propriété du logement, en opposition à la politique antérieure de location. En somme, Arrese favorisa l’abandon de la politique de logements à bas prix construits par l’État, pour consentir à ce qu’en lieu et place, cette fonction soit remplie par le secteur privé. En août 1957, peu après sa nomination, il annonça publiquement que serait adopté un Plan d’urgence social propre à faire face au grave problème de la prolifération de taudis qui affectait alors la banlieue madrilène. Ledit plan fut approuvé à la fin de cette année et commença à porter ses fruits en peu de temps, de sorte qu’il fut envisagé de l’étendre à d’autres zones d’Espagne, notamment Barcelone et Bilbao. Cependant, un conflit éclata bientôt entre Arrese, qui proposait la construction d’un million de logements sociaux, et Navarro Rubio, qui voyait dans cette proposition une menace pour la politique économique qu’il menait alors. Franco ayant pris fait et cause pour Navarro Rubio, Arrese, figure emblématique des théories sociales du Mouvement, fut contraint de renoncer à son portefeuille. En effet, le 17 mars 1960, à l’occasion d’un nouveau remaniement ministériel, Arrese, qui depuis 1957 n’avait été là que pour figurer la permanence du Mouvement, et de qui la réussite économique avait fait un symbole inutile, fut sacrifié,.

### Dernières années

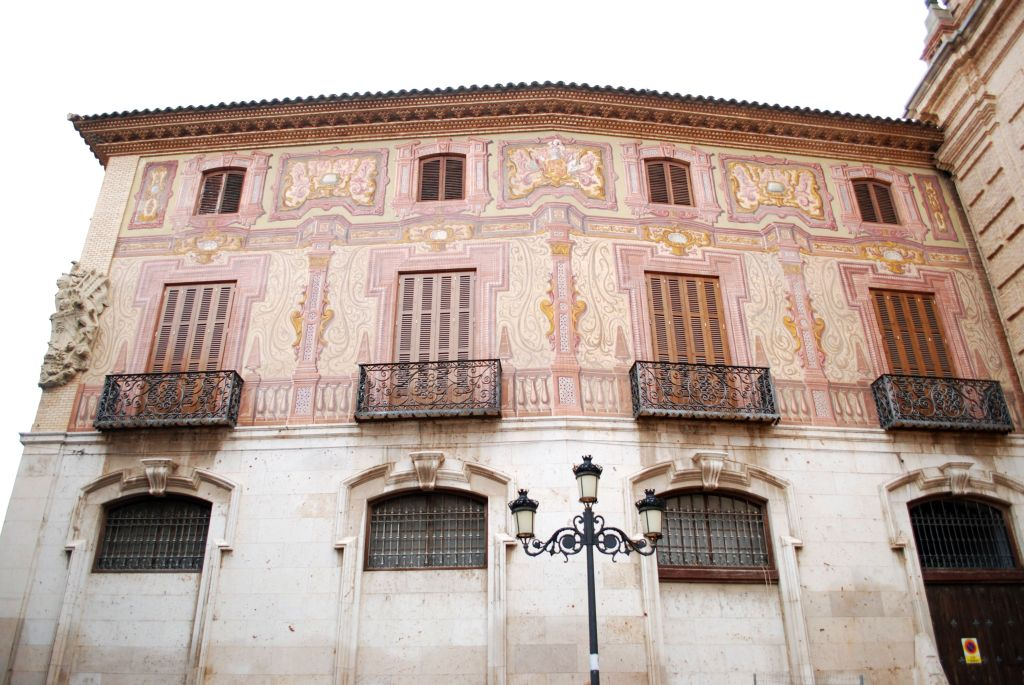
Maison Arrese à Corella (vers 2008), édifice remontant au XVIe siècle, mais fortement remaniée au XXe siècle.

Après son départ du gouvernement, Arrese ne devait plus exercer de fonction importante dans l’administration ou dans le gouvernement. Toutefois, il continua à siéger comme procureur dans les Cortes franquistes, ainsi que comme membre du Conseil national du Mouvement et du Conseil du royaume. Il fut l’un des procureurs absents lors du vote en novembre 1976 de la Loi pour la réforme politique, dont l’adoption entraîna le dénommé « hara-kiri des Cortes franquistes ».
Son prestige comme architecte et comme historien de l’art lui valurent d’être nommé en 1967 membre attitré de la Real Academia de Bellas Artes de San Fernando, dans la section de l’architecture ; il prononça son discours de réception en novembre de la même année,,. Il fut en outre désigné académicien d’honneur de l’Academia de Bellas Artes de San Telmo (de Malaga) et de celle de Santa Isabel de Hungría (de Séville, en 1972), ainsi que président de la Société espagnole d’anthropologie, d’ethnographie et de préhistoire, président du Patronato José María Quadrado, appartenant au CSIC, et membre honoraire de l’Institut d’études madrilènes (depuis 1966).
En 1973, conjointement avec son épouse, il créa la Fondation Arrese,, à laquelle seront plus tard légués le Musée d’art sacré de l’Incarnation, inauguré en 1975, et la maison patricienne dite maison Arrese, tous deux sis à Corella en Navarre. La fondation acquit en effet des mains des Mères bénédictines le couvent et l’église de l’Incarnation de Corella, qui à ce moment menaçaient ruine. Dans son ouvrage Arte religioso en un pueblo de España, Arrese dresse de la fondation qui porte son nom un inventaire critique et historique exhaustif, comportant plus de 800 pages.

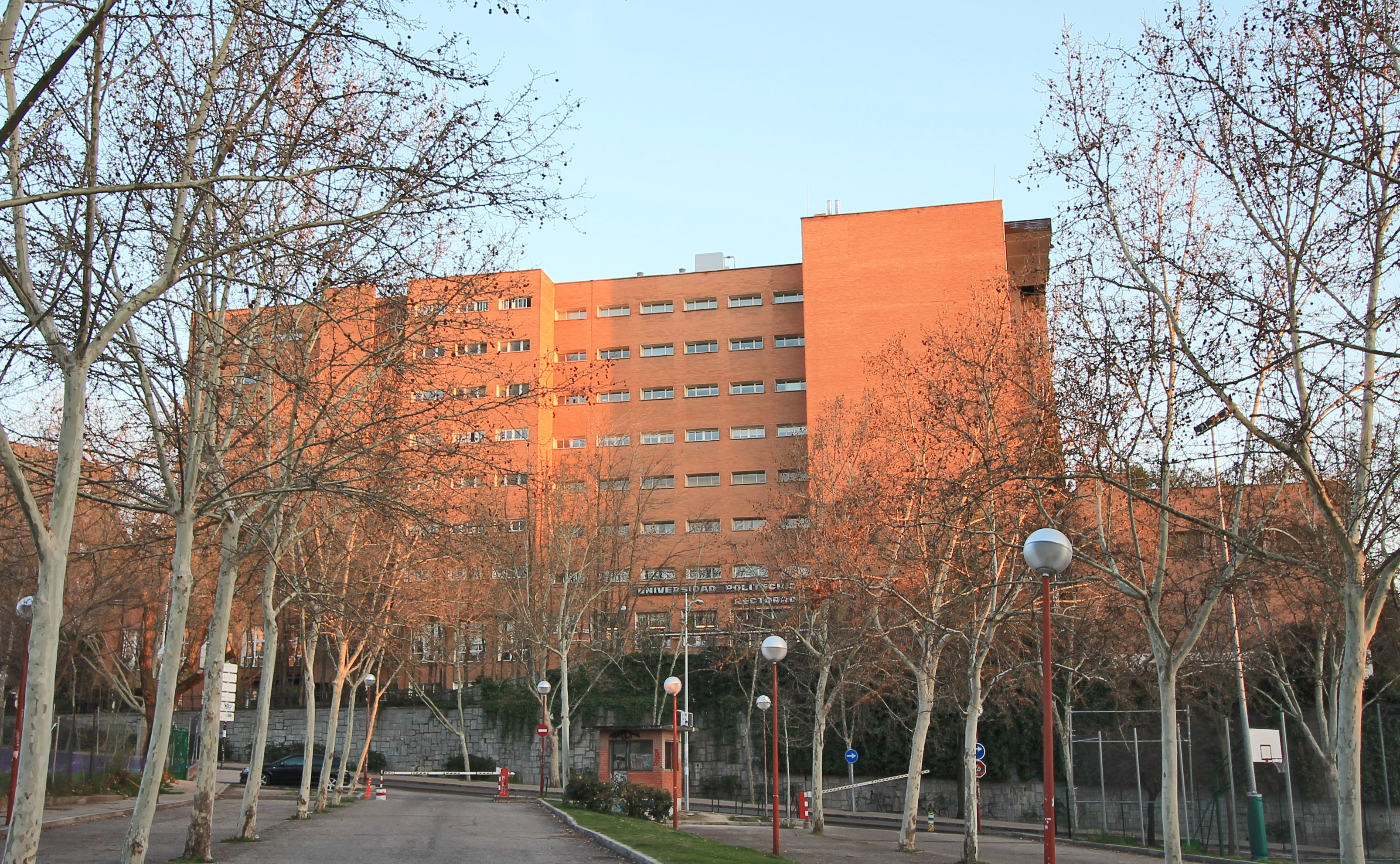
Rectorat de l’Université polytechnique de Madrid, construit en 1980 d’après des plans d’Arrese.

Ses réalisations d’architecte, peu nombreuses en raison des longues années vouées à la politique, comprennent : le palais de l’Audiencia à Malaga ; le groupe scolaire Abentofail à Guadix ; le groupe scolaire García Boada à Madrid ; le groupe scolaire Hermanos Sáenz de Heredia à Corella ; les Colegios Mayores José Antonio, Francisco Franco et Hispano Árabe à Madrid ; le couvent et l’église Saint-Joseph de Corella ; la Banco Rural à Madrid ; la tour du Rosaire (Torre del Rosario, de 1953), à Corella ; l’église des Pères Combonianos ; le monument à Onésimo Redondo à Labajos ; le monument aux morts à Corella ; le Foyer rural (Hogar Rural) à Corella ; le bâtiment de la poste à Corella ; la Maison syndicale de Corella ; la restauration du château d’Arévalo ; le rectorat de l’Université polytechnique de Madrid, de 1981.
Arrese qui, sur recommandation de son médecin, faisait aussi de longs séjours dans les îles Canaries, décéda dans sa maison de Corella, localité d’où sa mère était originaire, le 6 avril 1986,,.

## Personnalité et pensée politique
Arrese avait déjà laissé entrevoir ses affinités national-catholiques dans son ouvrage La revolución social del Nacionalsindicalismo, paru en 1940, mais écrit dès 1936, où préfigurant la ligne antisémite qui allait caractériser certains phalangistes dans l’immédiat après-guerre civile, il se plut notamment à rappeler « la brillante lutte de la Phalange contre le judaïsme capitaliste du SEPU » (SEPU pour Sociedad Española de Precios Únicos, littér. Société espagnole de prix uniques, chaîne de grands magasins en Espagne). Arrese se distingua au long de sa carrière par ce que d’aucuns ont nommé sa « fidélité de laquais vis-à-vis de Franco ». S’il a été qualifié par Antonio Cazorla Sánchez d’« insolent opportuniste »,, il a été dépeint sous des traits sans doute plus exacts par Álvaro de Diego González, qui voit en lui un « homme intègre et honnête » qui s’efforçait de mettre en œuvre la doctrine phalangiste dans un sens catholique-intégriste. Initialement réputé être un homme proche de Serrano Suñer, il ne tarda pas à conspirer contre celui-ci afin de saper sa position.
Arrese cherchait à mettre en relief l’identité catholique de la Phalange, d’une façon qui sera plus tard cataloguée comme « fascisme monial » (fascismo frailuno). Il préconisait de convertir le système syndical en un autre s’appuyant sur les coopératives, encore que ses points de vue en matière économique aient toujours été d’importance secondaire et aient été éclipsés par ses principes axiomatiques qu’étaient le christianisme et l’unité de l’Espagne. Dans les années 1930, il fut un théoricien du « verticalisme syndical », modèle de syndicat conçu et promu par le phalangisme et qui devait permettre de rompre radicalement avec le syndicalisme traditionnel ayant prévalu jusque-là en Espagne. La structure syndicale « verticale » à créer viserait à encadrer travailleurs et patrons au-dedans d’une même et unique organisation, ferait office d’instrument d’harmonisation sociale apte à neutraliser toute velléité de lutte des classes, et serait appelée également, après l’instauration future de l’État national-syndicaliste, à intervenir de manière déterminante dans la marche de l’économie espagnole. Selon ce qu’indiquait Arrese :

« Il faut commencer à construire les syndicats en premier lieu chez ceux qui vivent sous le même toit, en regroupant tous ceux (patrons, techniciens et ouvriers) qui doivent, car éprouvant les mêmes fatigues et poursuivant les mêmes buts, s’entendre avec une plus grande communauté d’idées. C’est cela, qu’on pourrait appeler famille syndicale, qui doit être la cellule substantielle de la nouvelle organisation, et c’est à partir d’elle, de cette espèce de syndicat d’entreprise ou de noyau primaire de la syndicalisation, que doivent surgir toutes les phases successives de la forme que l’on voudra donner à la future Organisation syndicale. »

Le concept phalangiste du national-syndicalisme sous-tendait une utopie d’harmonisation sociale où le syndicat vertical serait l’outil pour unir classe ouvrière et patronat, tous deux épuisés par le stérile conflit de classes qui les dévoyait du véritable objectif, savoir : la renaissance nationale. L’idéologie libérale autant que son antithèse marxiste, matérialistes toutes deux et par là souffrant de la même tare, avaient échoué parce que, arguait Arrese, « elles ne s’étaient pas adaptées au caractère espagnol, et parce qu’elles étaient injustes »,. La doctrine phalangiste envisageait le dépassement définitif tant du capitalisme que du marxisme, selon une ligne voisine de celle suivie dans l’Italie fasciste et dans l’Allemagne nazie, encore que le phalangisme se soit toujours évertué, en dépit des similitudes évidentes entre le syndicalisme phalangiste et ses modèles fascistes italien et allemand, tant quant aux formes que du point de vue du contenu, à se présenter comme une solution authentiquement espagnole au problème social . Certes, il revendiquait le fascisme, le national-socialisme et le national-syndicalisme comme autant de dérivés du spiritualisme, considérant, selon ses propres termes, ces trois mouvements comme des « frères, des frères jumeaux si l’on veut, mais non siamois »,.

## Distinctions
- Grand-croix de l'ordre d'Isabelle la Catholique

## Publications d’Arrese

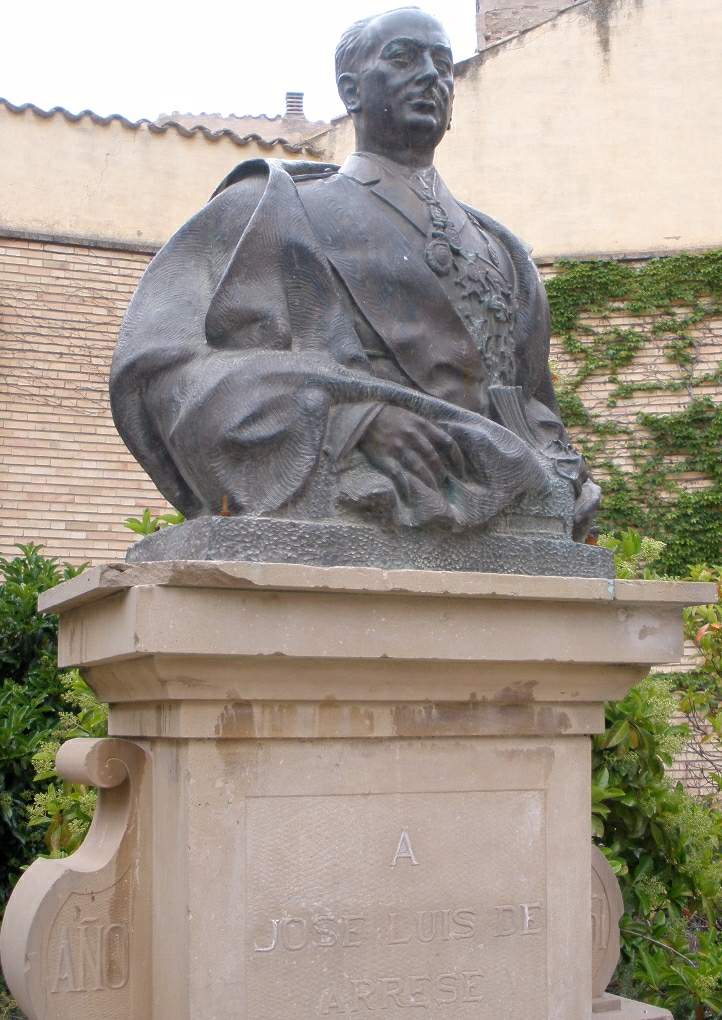
Monument à José Luis Arrese à Corella.

Arrese laissa plus d’une vingtaine d’ouvrages traitant d’histoire, de poésie, de politique sociale, de politique du logement et d’archéologie, le plus ancien remontant à 1927.
Dans le champ politique
- (es) La revolución social del nacionalsindicalismo, Madrid, Editora Nacional, 1940[note 6].
- (es) Escritos y discursos, Madrid, Vicesecretaría de Educación Popular, 1943[105].
- (es) Participación del pueblo en las tareas del Estado, Madrid, Instituto de Estudios Políticos, 1944, 21 p.[105].
- (es) El Estado totalitario en el pensamiento de José Antonio, Madrid, Vicesecretaría de Educación Popular, 1945, 84 p.[106].
- (es) Nuevos escritos y discursos, Madrid, Vicesecretaría de Educación Popular, 1945, 291 p.[105].
- (es) Capitalismo, comunismo, cristianismo, Madrid, Eds. Radar, 1947, 386 p.[106].
- (es) Hacia una meta institucional, Madrid, Ediciones del Movimiento, 1957, 232 p.[106].
- (es) Política de vivienda. Textos y discursos, Madrid, Talleres Gráficos Exprés, 1959 (deux volumes de 250 pages chacun environ. Préface d’Adolfo Muñoz Alonso).
- (es) José Antonio : actualidad de su doctrina, Madrid, 1961[106].
- (es) Treinta años de política, Madrid, Afrodisio Aguado, 1966, 1487 p.[106].
- (es) Una etapa constituyente, Barcelone & Madrid, Planeta, 1982, 293 p. (ISBN 978-8432036347)[106].

Dans le domaine de l’art
- (es) Málaga desde el punto vista urbanístico, Malaga, 1941[107].
- (es) Arte religioso de un pueblo de España, Madrid, CSIC, 1963[108].
- (es) La arquitectura del hogar y la ordenación urbana, como reflejo de la vida familiar y social de cada época, Madrid, 1967[109].
- (es) Antonio González Ruiz, Madrid, Instituto de Estudios Madrileños, 1973[110].
- (es) Arqueología, Madrid, Fondation Arrese, 1978
- (es) El arte, la fundación y la Medalla de Honor, Fondation Arrese, 1980[111].
- (es) Catálogo general de arte sacro en el Museo de la Encarnación, Madrid, 1983[108].
- (es) El músico Blas de Laserna, Corella, Biblioteca de Corellanos Ilustres, 1952, 208 p.[112] (en collaboration avec Eduardo Aunós et Julio Gómez. Préface de Julio Asiain).

## Récompenses
- Grande Croix (avec insigne distintif blanc) du Mérite naval (1943)[113]
- Grand Croix de l’Ordre impérial du joug et des flèches (1944)[114]
- Fils adoptif de Cáceres (1944)[115]
- Grand croix du Très-Distingué Ordre de Charles III (1945)[116]
- Médaille d’or du mérite dans le travail (1954)[117]
- Grand croix de l’Ordre d'Isabelle la Catholique (1967)[118]
- Fils adoptif de Corella[119]